# بوریر چا
بوریر چا (به لاتین: Burir Char) یک منطقهٔ مسکونی در بنگلادش است که در برگونه سادار اپازیلا واقع شده‌است.